# Sulejman Gafiatullin
Sulejman Chaliłowicz Gafiatullin (ros. Сулейман Халилович Гафиатуллин, ur. 1905 w Czistopolu, zm. 1 maja 1983) – radziecki i tatarski polityk, przewodniczący Rady Komisarzy Ludowych Tatarskiej ASRR (1940–1943).
1922 ukończył technikum pedagogiczne w Jekaterynburgu, później funkcjonariusz miejskiej straży pożarnej w Czistopolu, instruktor pożarowy, starszy inspektor Zarządu Ochrony Pożarowej w Kazaniu, szef ochrony pożarowej fabryki nr 124 w Kazaniu. Od 1930 w WKP(b), 1938–1939 sekretarz komitetu rejonowego WKP(b) w Kazaniu, 1939–1940 sekretarz Tatarskiego Komitetu Obwodowego WKP(b) ds. kadr, 1940–1943 przewodniczący Rady Komisarzy Ludowych Tatarskiej ASRR. 1943–1945 słuchacz Wyższej Szkoły Organizatorów Partyjnych przy KC WKP(b), 1945–1946 ludowy komisarz/minister sowchozów zbożowych i hodowlanych Kazachskiej SRR, od września 1946 do stycznia 1948 przewodniczący Komitetu Wykonawczego Rady Obwodu Wschodniokazachstańskiego, od stycznia 1948 do 1952 przewodniczący Komitetu Wykonawczego Rady Obwodu Zachodniokazachstańskiego. 1952−1953 szef Głównego Zarządu ds. Budownictwa Wiejskiego i Kołchozowego przy Radzie Ministrów Kazachskiej SRR, 1953−1954 szef Głównego Zarządu Zaopatrzenia Materiałowo-Technicznego Ministerstwa Sowchozów Kazachskiej SRR, 1954–1958 dyrektor sowchozu w obwodzie akmolińskim, 1959–1961 zastępca szefa Głównego Zarządu Budownictwa Sowchozów i Stanic Maszynowo-Traktorowych Kazachskiej SRR, następnie na emeryturze. Od 19 stycznia 1941 deputowany do Rady Najwyższej ZSRR 1 kadencji. Odznaczony Orderem Lenina i dwoma Orderami Czerwonego Sztandaru Pracy.